# 潘恆旭
潘恒旭（1970年7月31日—），臺灣企業主管、政治人物。曾任職於多家媒體公司，也曾在馬英九、吳敦義、韓國瑜等人的選戰中擔任文宣組的成員，曾在韓國瑜市府中任職觀光局局長。

## 早年
潘恆旭1970年7月31日出生於屏東縣東港鎮，為政治人物郭廷才的外甥。
高中重考兩次，換過三間學校，最後於高雄私立復華中學畢業，代表復華中學參加高中職杯辯論賽得最佳辯士殊榮，大學重考一次，後考取臺北藝術大學戲劇系，1991年在立委陳水扁國會助理羅文嘉組內工作，曾經協助陳水扁策畫過動員群眾包圍郝公館的「夜審郝柏村」行動，之後進入國立臺北藝術大學戲劇系，但未能畢業。

## 早期工作
1995年進入奧美廣告，1996年進入《自由時報》擔任記者，1997年曾短暫擔任過臺北之音及霹靂布袋戲的公關。潘恆旭此後長期從事行銷創意事業，1998年臺北市長選舉中，出任馬英九競選文宣組青年創意總監，1999年出任遠流出版社專案部總監及遠流出版社下的遠流智慧財總經理，任職期間策畫過李登輝的著作《台灣的主張》新書發表會。2000年，創立恆星創意公司。
2002年，潘恆旭出版著作《求職總冠軍》，以自身經驗介紹求職技巧。2003年出任《大成報》執行副社長、社長。潘恆旭還擔任過年輕帝國創意媒體股份有限公司總經理，旭創意有限公司總經理，東森財經新聞台旅遊節目一起輕旅行執行總監製作人。潘恆旭還在實踐大學媒體傳達設計學系兼任助理教授，講授【廣告企劃與策略】課程。
2002年8月間，華視協理黃新生在喜福網發表的小說《黑手與密使的故事》，描述以華視為背景的職場鬥爭和政治祕辛。8月4日，當時還是創意廣告人的潘恆旭，影射政大廣電系教授劉幼琍是故事的女主角，為證明清白劉幼琍報警。警方依妨害名譽罪嫌將潘恆旭函送台北地檢署偵辦。官司纏訟一年後，2003年9月3日，潘恆旭在《中國時報》刊登道歉啟事，雙方和解。。

## 高雄市觀光局局長
2018年，準高雄市長韓國瑜看上潘恆旭其才能，邀請潘恆旭進入市府團隊，擔任高雄市觀光局長，受韓國瑜重用推行愛情產業鏈的觀光活動。
2019年8月30日，潘恒旭請辭高雄市觀光局長，9月1日加入韓國瑜競選團隊。

### 公眾形象
2019年1月8日，針對上任不到一個月即成為全台最夯的「話題」局長，資深媒體人馮光遠在臉書發文嘲諷潘恒旭、批他「人品太差」；潘恒旭也不甘示弱，於10日上午在臉書表態，「對於馮光遠的批評不僅嚴重影響他的聲譽，更詆毀公部門的名譽」，誓言若馮在三天內未收回「人品太差」文字並道歉，已與律師討論將按鈴申告、索求名譽賠償，並將所得全數捐給高市推廣觀光，也意外揭露兩人纏鬥二十年的恩怨。2019年6月6日，經台北地方法院審理後，判決潘恒旭敗訴，馮光遠免賠。可上訴。
潘恆旭經常在社群媒體上和其他使用者起爭執。

### 侵權
2019年1月9日，高雄市政府請白冰冰為高雄代言拍《來去高雄》MV正式上架後，但爆出影片引用導演齊柏林「飛閱高雄」遺作，卻未註明出處。
台灣阿布電影公司為此發出聲明，指為尊重齊柏林創作精神與理念，並符合當初雙方合作理念，該公司不希望任何人、用任何形式，擷取部分片段播出部分的影像，運用在其他的影片或重製成其他影片。對此，高市觀光局長潘恆旭於11日表示，高市府雖擁有「飛閱高雄」著作權及著作人格權，但重製未取得齊柏林生前創立的台灣阿布電影公司同意，對於這次忙中疏失，深感歉意。

### 提議
2019年1月，潘恆旭以高雄溫泉的泉眼的大量出水，呼籲珍惜水資源。數日後，他再提出加熱柴山「龍巖冷泉」以帶動觀光。
2019年3月10日，潘恆旭臉書發文證實身兼重慶市台聯會會長的許沛，表示想將重慶動物園一對七歲與八歲的貓熊，送給高雄壽山動物園為真，且已於許沛接觸洽談，預估門票收入可達10億元，並帶動周邊餐飲至少50億元的收入。
2019年3月11日財經專欄作家李柏鋒臉書附上高中生的研究報告表示臺北市立動物園的熊貓門票收入巔峰時期僅一億八千萬，遠低於潘恆旭所言十億商機，其他網友也紛紛打臉，十億商機過於高估。
2019年3月11日，許沛卻表示送貓熊只是她個人建議，是否為重慶動物園贈送，贈送的熊貓年齡是否為七歲與八歲皆非定案，亦不代表中央對台政策，並且強調三月並沒有來台，更沒接觸過潘恆旭。文化大學競爭力研究中心主任杜紫宸臉書貼文痛批潘恆旭「真的是豬隊友一枚！」杜紫宸強調，高雄市長韓國瑜若要選總統，潘的言行至少讓韓掉50萬票，「政治明星碰上豬隊友，是極傷腦筋的事；最好的結局，是豬隊友自己請辭。」

### 春吶言論
2019年5月6日，潘恆旭在議會備詢，回應高雄旗津春吶爭議時表示：「春吶三天沒有任何一件毒品案，不像墾丁春吶查出都是毒品案件。」屏東縣政府隔日駁斥此說。

### 名人紀念日
先後推出帽子歌后鳳飛飛和詩人余光中。然而余光中遺孀范我存表示對此並不知情。2019年1月11日，高雄市三位局處長陪潘恆旭，前往余光中家，向其家屬致歉。

### 寶可夢活動
2018年12月31日，潘恆旭聲稱正與日本寶可夢公司洽談，可能在2019年2月高雄愛河燈會期間舉行Pokémon Go活動。此說隔日被台灣基進反駁，披露舉辦活動的是美國Niantic公司，其亞太區主管亦否認有接洽。
Pokémon Go活動最終於2019年2月中旬愛河河畔舉行。然而，僅是在原有遊戲中增加一項特色，不同於活動主辦單位的宣傳，也異於其他縣市過往舉行之相同活動。回應玩家的批評，潘恆旭給予進一步的承諾，但皆沒有實現。

### 觀光代言人
高市觀光局將三、四月份定調香港月，力邀知名填詞人林夕及四月份在高雄開唱的歌手鄧紫棋做最佳代言人。不過，高市觀光局長潘恆旭坦言對方目前都尚未答應。
沒想到鄧紫棋經紀人被問及此事時，卻說：「鄧紫棋還是會去開演唱會啊，但是我們目前，其實是真的沒接到消息，都是你們告訴我們的。」
2019年3月10日高雄市觀光局長潘恒旭表示，他表示當時透過鄧紫棋所屬經紀公司接洽，但「經紀公司跟我們要了一筆很高的費用。」並指責經紀公司貪財。
2019年3月11日對此說法鄧紫棋身邊工作人員無奈表示，他們從頭到尾都沒有接到高雄市觀光局的電話，也不知道怎會有價碼跑出來。

### 高雄溫州小三通
高雄市旗津區到中國大陸浙江溫州市洞頭區三盤港口岸的航班於2019年6月25日首航，希望能落實高雄市長韓國瑜在選前提出的政見「貨出得去、高雄發大財」，高雄市觀光局長潘恆旭與立委黃昭順、市議員黃柏霖等人也出席活動。但實際負責此航班的上和海運公司不僅於2019年6月12日已解散，宣稱首航的2艘船也未向航港局申請，且承租的「永順二號」也被曾涉及走私。南部航務中心也說未收到相關航線申請，高雄觀光局同仁也不曉得此活動，甚至連陸委會也不知道，並直指「這個活動目前看起來未有任何合法依據。」，也嚴厲譴責此事漠視國家主權，挑戰中央，且是「政治操作的大騙局」，意圖為營造「發大財」假象，若違法將嚴處。
事實上，該碼頭並非旗津區，而是在高雄苓雅區85大樓旁的一個小碼頭。目前，我國政府與中共政府雙方小三通航線並未有高雄到浙江的航線，且小三通屬於中央權限，地方並無權可規劃此航線，事件爆發後，也爆出上和海運公司的主事者有收取大量中國資金，在中共浙江溫州市洞頭區進行投資計畫，霎時，高雄市政府捲入違反刑法外患罪、詐欺罪與兩岸人民關係條例的風暴。
潘恒旭接受媒體訪問時表示，「其實沒有想到那麼多哎，而且因為下大雨，我直接就是到走廊那裡去，我並沒有太注意它的布條上寫什麼」。事後高雄市政府發出聲明表示潘是以「個人名義」參加，並不代表高雄市政府，但卻被媒體抓包，潘當天並未請假，而是在事件爆發後補請假。6月26日上午潘恆旭於臉書PO文表示，本次小三通首航活動，自己不察誤越高雄市觀光局應有分際，而該活動爭議引發軒然大波造成市府困擾，深感歉疚。他表示，自己僅是該活動受邀來賓，市府與他本人並無在該項活動扮演任何角色。強調「本人不察之失與市政府團隊無涉，若有責任我會概括承擔。」

## 著作
| 年份   | 書名                            | 作者                   | 出版社   | ISBN            |
| ------ | ------------------------------- | ---------------------- | -------- | --------------- |
| 1998年 | 《霹靂小子玩創意》              | 潘恒旭                 | 聯合文學 | ISBN 9575222040 |
| 2002年 | 《台灣之新─三個新世代的模範生》 | 王莉茗，潘恒旭，鄭運鵬 | 寶瓶文化 | ISBN 9867883098 |
| 2002年 | 《求職總冠軍》                  | 潘恒旭                 | 印刻     | ISBN 9867810023 |

## 外部連結
- 潘恆旭的Facebook專頁